# 드라고니
드라고니(이탈리아어: Dragoni)는 이탈리아 캄파니아주 카세르타도의 코무네다. 나폴리로부터 북쪽으로 50 km, 카세르타로부터 북쪽으로 20km거리에 있다.